# إمنتانوت
إمِنْتَانُوت (معناها فم البويرة) هي مدينة مغربية تقع غرب مدينة مراكش وتبعد عنها بـ117 كم. المدينة تنتمي لإقليم شيشاوة وتضم 17 067 نسمة (إحصاء 2004).
مدينة ايمنتانوت عبارة عن دائرة تتكون من تسع جماعات، تابعة لها إداريا ، و هي ''
- انفيفة
- واد البورالطريق المؤدية لامنتانوت عبر الطريق السيار
- عين تازيتونت
- إروهالن
- تيمزكاديوين

- سيدي  غانم
- أيت حدو يوسف
- لالة عزيزة
- افلا اسن "

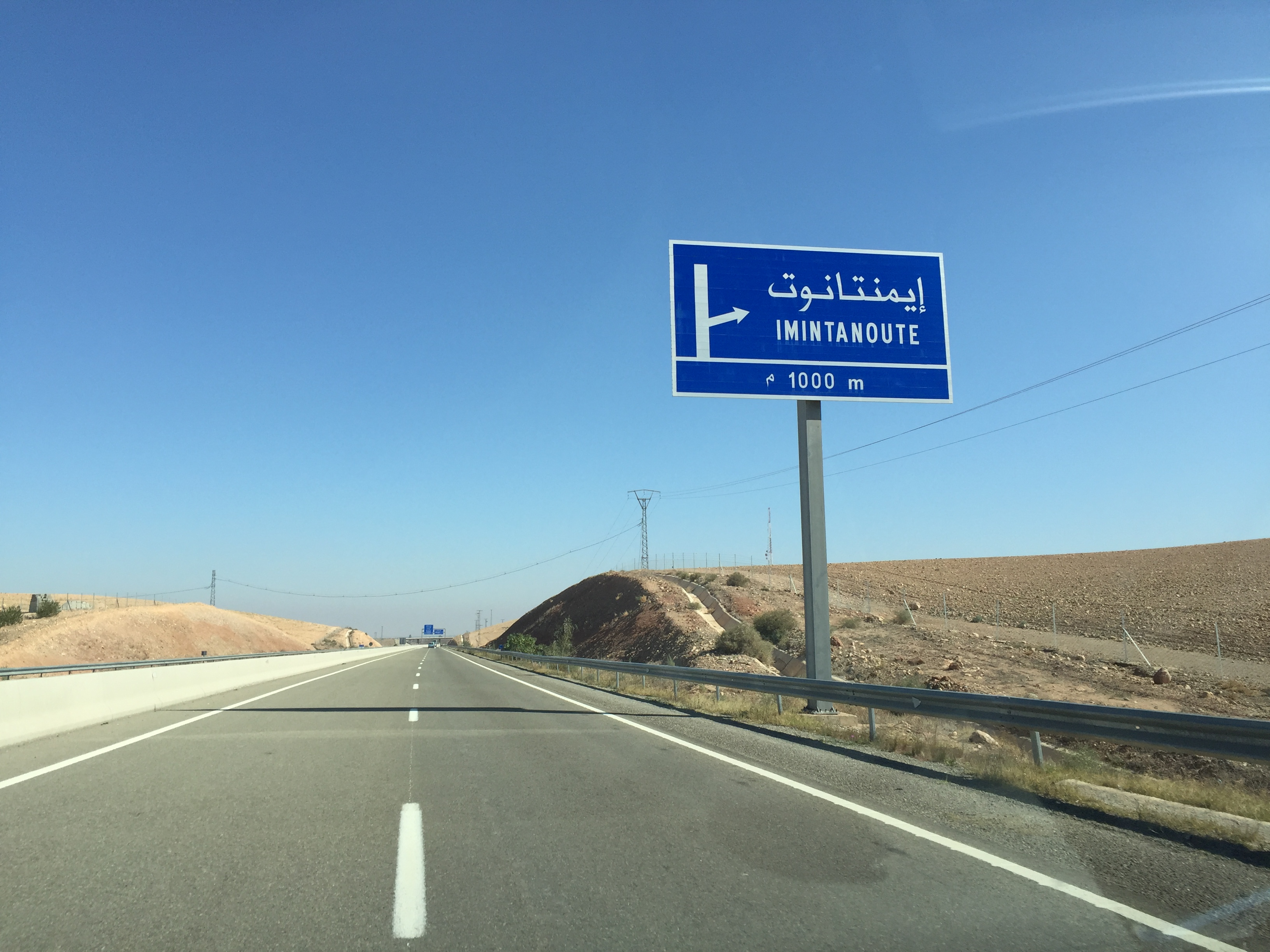
الطريق المؤدية لامنتانوت عبر الطريق السيار

ولد الفنان الحسين الباز في قرية صغيرة قرب إمنتانوت.

## وصلات خارجية
- (بالفرنسية) المدينة على موقع World Gazetteer